# 李密 (東魏)
李 密（り みつ、? - 550年）は、中国の南北朝時代の官僚・軍人・医師。字は希邕。本貫は趙郡平棘県。李元忠の族弟にあたる。

## 経歴
北魏の治書侍御史・河内郡太守の李煥の子として生まれた。母が長年の病に苦しんでいたため、名医の診断を受けて治療させようとしたが、うまくいかなかった。そこで李密は自ら経方を習い覚え、針治療や薬法に通暁するようになり、母の病気を治すことができた。かれの診断は明解だったため、医術で名を知られるようになった。
はじめ李密は爾朱兆に属したが、高昂とともに離反の計画を立てた。普泰元年（531年）、高歓の下で冀州に下り、信都での挙兵に従って、并州刺史に遙任され、容城県侯に封じられた。爾朱兆が広阿にやってくると、李密は高歓の命を受けて殷州と定州の兵5000人を召募し、黄沙・井陘の2道に駐屯させた。中興2年（532年）、爾朱兆が韓陵の戦いに敗れて晋陽に撤退すると、李密は軍を率いて爾朱兆を攻撃した。高歓により建州刺史に任じられ、さらに襄州刺史に転じた。襄州に在任すること十数年、国境の治安を安定させ、その威信は国外にも聞こえた。
武定5年（547年）、侯景が反乱を起こすと、李密は捕らえられて同調を誘われ、官爵を授けられた。侯景が敗れて李密が帰朝すると、東魏の朝廷は李密が侯景に従ったのは本心ではないと認めて、罪に問わなかった。
天保元年（550年）、北斉が建国されると、李密は旧功により散騎常侍の位を受け、県侯の爵位に復帰した。まもなく死去した。殿中尚書・済州刺史の位を追贈された。

## 伝記資料
- 『北斉書』巻22 列伝第14
- 『北史』巻33 列伝第21